# Ранние журавли (фильм)
«Ранние журавли» — советский фильм 1979 года режиссёра Болотбека Шамшиева по одноимённой повести Чингиза Айтматова.

## Сюжет
В фильме — экранизации повести Ч. Айтматова «Ранние журавли» режиссёр Б. Шамшиев раскрыл процесс раннего мужания, гражданского созревания поколения, детство и отрочество которого пришлись на трудные годы войны.— Кинематографисты советской Киргизии: справочник / О. Б. Артюхов. — Фрунзе: Кыргызстан, 1981. — 226 с. — стр. 207
История 14-летнего мальчишки Султанмурата, который в далёком киргизском аиле остался старшим мужчиной — остальные ушли на фронт. Он, вместе с другими школьниками, откликнулся на просьбу председателя колхоза помочь — спас и выходил в голодную зиму 1943 года колхозных коней, весной вывел их на пахоту сеять хлеб. Ранняя весна пришла в этом году, и ребята радостно встречают журавлиный клин в голубом небе… но в далёкой от фронта киргизской степи раздаётся эхо идущей войны…

Четырнадцатилетний Султанмурат и его сверстники проходят суровую школу жизни в годы Великой Отечественной войны в глубоком тылу… Тёмной ночью на стойбище нападают бандиты. Они убивают старшего, связывают ребят и уводят коней. Освободившись от пут, Султанмурат бросается в погоню за бандитами. Ему удается подманить коней и повернуть их обратно, к стойбищу, но в этот момент выстрелы выбивают его из седла. В гаснущем сознании мальчика в последний раз мелькают образы детства…— Кора Церетели «Сегодня на экране», Тбилиси, «Мерани», 1987, с. 20

## В ролях
Для фильма «Ранние журавли» главное было найти детей. Всю республику мы не могли охватить, поэтому прошлись по бишкекским школам, но нашли ребят, которые отлично сыграли сельских школьников.
- Эмиль Борончиев — Султанмурат Бекбаев
- Суйменкул Чокморов — Бекбай Бекбаев, отец
- Гульсара Ажибекова — мать
- Хасан Абдраимов — Аджимурат, братишка Султанмурата
- Суиютай Шамшиева — сестра
- Чынгыз Шамшиев -  сын Сарыгула
- Алтынай Абдиева — сестра
- Акыл Куланбаев — председатель
- Байдалда Калтаев — Чекиш, бригадир-аксакал
- Садыкбек Джаманов — Джумалы
- Талгат Джаманаков — Эркинбек
- Марс Кутманалиев — Анатай
- Кырманчы Каачабаев — Эргеш
- Чынтемир Кутуев — Кубаткул
- Джумандыл Исаев — Канат
- Советбек Джумадылов — Нуркерим
- Назира Мамбетова — Джыпар
- Мир Нурмаханов — Сарыгул
- Айтурган Темирова — жена Сарыгула
- Нургуль Кендирбаева — Мырзагуль, сестра Сарыгула
- Бакирдин Алиев — Бейшенкул, аксакал
- Сабира Кумушалиева — старуха
- Жанна Куанышева — учительница

## Съёмки
Съёмки проходили в селе Уч-Эмчек.

## Критика
Киновед М. Е. Зак отметил, что режиссёру удалось перенести сюжет литературной основы на экран, при этом кинематографическими средствами передать и её структурную особенность: подвижность во времени, когда два плана — реальный — настоящее и довоенное прошлое, а также воображаемое героем будущее — день возвращения отца с фронта, слиты в единое историческое пространство:

Эту структурную особенность повести Б. Шамшиев вместе с сюжетом перенес на экран. Замысел осуществился на стыке кадров: часть их выстужена зимними ветрами, освещена огнем кизяка, ветви оголенных деревьев вычерчивают их жесткую графику; другие кадры — в ярких, очищенных красках, где кумачовые полотна и белые рубахи складываются в локальный, «сказовый» колорит; такими видятся Султанмурату жаркие дни его предвоенного детства. Разведённые вначале, эти два стилевых потока сближаются в финальной части, когда кадры словно набухают весенней влагой и проступает синева неба… В ходе съёмок, отлично выполненных оператором С. Тараскиным, стилевые задачи решаются на основе общего замысла.— Кино как искусство, или, Настоящее кино / Марк Ефимович Зак. — М.: Материк, 2004. — 438 с. — стр. 65

## Призы
- Главный приз XIII-го Всесоюзного кинофестиваля (Душанбе, 1980).
- Приз журнала «Звезда Востока» на Международном кинофестивале стран Азии и Африки (Ташкент, 1980).